# 尼古拉·切博季科
尼古拉·谢尔盖耶维奇·切博季科（俄語：Николай Сергеевич Чеботько，1982年10月25日—2021年1月24日），哈萨克斯坦男子越野滑雪运动员，2003年冬季世界大学生运动会男子个人短距离金牌得主、2005年冬季世界大学生运动会男子10公里银牌得主、2007年冬季世界大学生运动会男子个人短距离金牌得主、2013年世界北欧滑雪锦标赛男子团体短距离铜牌得主。